# Taira no Yoritsuna
Taira no Yoritsuna (japanisch 平 頼綱; gestorben 29. Mai 1293 in Kamakura (Provinz Sagami)) war ein japanischer Krieger und Hausverwalter der Hōjō.

## Leben und Wirken
Taira no Yoritsuna wurde unter Shikken Hōjō Sadatoki (北条 貞時; 1262–1311) „Leiter der Samurai-Abteilung “ (侍所所司, Samuraidokoro shoshi) und gleichzeitig „Generalgouverneur des Inneren“ (内管領, Naikanrei).
Im Jahr 1285 beschuldigte Adachi Munekage (安達 宗景; 1259–1285), Sohn von Adachi Yasumori (安達 泰盛; 1231–1285) (Großvater mütterlicherseits von Sadatoki), der die wirkliche Macht in der Shogunat-Regierung innehatte, Yoritsuna fälschlicherweise, einen Aufstand geplant zu haben, was als „Shimotsuki-Unruhen“ (霜月騒動) in die Geschichte eingegangen ist. Yoritsuna betrieb daraufhin die Auslöschung des Adachi-Klans, zu der es 1285 kam.
Yoritsunas Stärke spürte auch Hōjō Sadatoki. Als Yoritsuna plante, seinen zweiten Sohn Iinuma Sukenune (飯沼資宗; 1267–1293) zum Shikken zu machen, verriet sein ältester Sohn Munetsuna (平 宗綱) dies Sadatoki. Dieser löschte daraufhin 1293 Yoritsunas Familie samt Sohn Sōsuke (宗助) an ihrem Sitz in Kamakura aus, was als „Taira-no-Yoritsuna-Zwischenfall“ (平頼綱の乱) in die Geschichte eingegangen ist.
Munetsuna wurde auf die Insel Sado verbannt, konnte zurückkehren und wurde Naikanrei. Danach diente er dem Nagasaki-Klan (長崎氏), der zur selben Familie gehörte, bis zum Ende der Kamakura-Zeit.